# Voldemar Rõks
Voldemar Rõks (* 15. Juli 1900 in Särevere, Gouvernement Estland; † 27. Dezember 1941 im Kriegsgefangenenlager Solikamsk, Sowjetunion) war ein estnischer Fußballspieler und Leichtathlet. 

## Karriere
Voldemar Rõks wurde im Jahr 1900 in Särevere, einem Dorf in der Landgemeinde Türi geboren. 1916 trat er dem JK Tallinna Kalev bei, um sich sportlich zu betätigen. Von 1921 bis 1924 studierte Rõks an der Technischen Universität von Tallinn. Seine fußballerische Karriere, die vermutlich die Jahre 1923 und 1924 umfasste, absolvierte er beim JK Tallinna Kalev, mit dem er 1923 die Meisterschaft gewann, und für die Estnische Nationalmannschaft. Mit der Auswahl seines Heimatlandes nahm er an den Olympischen Sommerspielen 1924 in Paris teil, wurde allerdings nicht eingesetzt. 
Für die Nationalmannschaft spielte er nach seinem Debüt im Juni 1924 gegen Irland, das im französischen Colombes stattfand und als Vorbereitungsspiel für die anstehende Olympiade diente, ein weiteres Mal im Oktober desselben Jahres gegen Lettland in Riga.
Als Leichtathlet konnte er bei den Estnischen Leichtathletik-Meisterschaften im Jahr 1920 Silber im 200-Meter-Lauf und Bronze im 1500-Meter-Lauf gewinnen.

## Spätere Jahre
Voldemar Rõks, der bei der estnischen  Zentralbank arbeitete, wurde nach der sowjetischen Besetzung Estlands im Zweiten Weltkrieg, wie viele andere Esten auch, zwischen 1940 und 1941 im stalinistischen Gulag-System deportiert. Er starb im Alter von 41 Jahren im Gefangenenlager 366 in Solikamsk.

## Erfolge
im Fußball: 
- Estnischer Meister: 1923

als Leichtathlet:
- Estnische Leichtathletik-Meisterschaften 1920:
- 200 m
- 1500 m